# Архідієцезія Авіньйона
Архідієцезія Авіньйона — (лат. Archidioecesis Avenionensis, фр. Archidiocèse d'Avignon) — одна з  одна з 23 архідієцезій Римо-Католицької церкви у Франції. Підпорядкована архідієцезії Марселя. Архієпископська кафедра знаходиться в місті Авіньйон. 

## Історія
За переданням, першим єпископом Авіньйона був Святий Руф, син Симона Кіреніяніна, що проповідував тут в I столітті. Втім, перші письмові згадки про дієцезію припадають на  V століття. З 646 по 720 роки кафедру Авіньйона послідовно займали три єпископи, прославлені у лику святих - Магн (646-660), Агрікола (660-700) і Симон (700-720). Святий Агрікола Авіньйонський вважається святим покровителем архідієцезії.
Особливе значення дієцезія набула в період з 1309 по 1378 роки під час так званого Авіньйонського полону пап, коли Святий Престол розташовувався не в Римі, а в Авіньйоні. Папи періоду полону фактично виконували роль авіньйонського єпископа. В умовах західного розколу авіньйонську кафедру займали послідовно два антипапи - Климент VII (1378 - 1394) і Бенедикт XIII (1394-1408).
У 1475 у дієцезія отримала статус архідієцезії і митрополії. Першим архієпископом став Джуліано делла Ровере, який обіймав кафедру Авіньйона аж до 1503 року, коли він був обраний папою під ім'ям Юлій II.
У 1801 році до архідієцезії були приєднані території декількох дрібних єпархій, в той же час статус самої авиньонский архідієцезії був знижений до єпархії і вона стала підпорядковуватися митрополії Екса. Знову стала архідієцезією і митрополією в 1822 році.
16 грудня 2002 року  архідієцезія Авіньйона втратила статус митрополії і стала суфраганною архідієцезією Марселя.

## Сучасність
Згідно зі статистикою на 2006 рік у архідієцезії Авіньйона 178 парафій, 186 священиків, 165 монахів (в тому числі 62 ієромонаха), 229 черниць і 24 постійних диякони. Число вірних - 350,5 тисяч чоловік (близько 70% загального населення єпархії).
Кафедральний собор архідієцезії - Собор Нотр-Дам-де-Дом, що носить почесний статус «малої базиліки». Крім неї цей статус також має Собор Святої Анни в Апті і монастирська базиліка Непорочного Зачаття Діви Марії в Тарасконі.